# Philippe Quinault

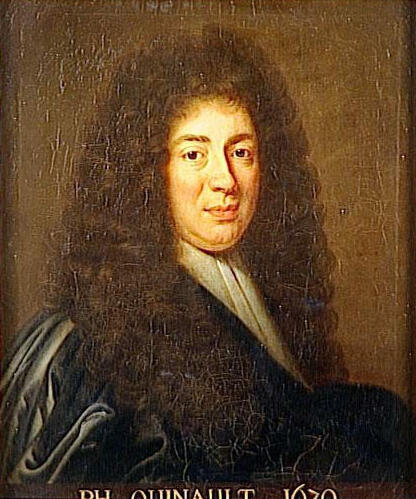
Philippe Quinault in 1670

Philippe Quinault (Parijs, 3 juni 1635 – aldaar, 26 november 1688) was een Frans toneelschrijver en librettist. Hij schreef de libretti voor de  tragédies lyriques (operagenre) van Jean-Baptiste Lully, de componist met wie hij jarenlang samenwerkte.

## Levensloop
Quinault was de zoon van een slager en werd op jonge leeftijd opgemerkt door de bekende toneelschrijver Tristan L'Hermite die hem hetzelfde onderricht gaf als aan zijn eigen zoon. In 1653, toen hij 18 jaar was, schreef hij zijn eerste komedie Les rivales dat gespeeld werd in het Théâtre de l’hôtel de Bourgogne. Het stuk werd een succes en de daaropvolgende jaren schreef hij nog twee komedies, waaronder L'amant indiscret (1654) en een tragikomedie La mort de Cyrus (1656).
Naast zijn loopbaan als toneelschrijver studeerde Quinault nog rechten. Na zijn studies huwde hij een rijke weduwe en kon zich daardoor inkopen in de functie van auditeur bij de Cour des comptes.
In zijn toneelstukken kwam een sterk realisme naar voren en de dialogen werden in een elegante, sierlijke stijl verwoord. Grote successen oogstte Quinault met de tragedie Agrippa ou le faux Tibérinus (1660), en vooral met Astrate (1664) en de komedie La Mère coquette (1665) dat een van zijn succesvolste stukken zou worden. Hij kreeg van de koning Lodewijk XIV van Frankrijk een riante toelage en werd in 1670 verkozen tot lid van de Académie française. Vier jaar later werd hij eveneens toegelaten tot de Académie des inscriptions et belles-lettres.
Pas in 1671 debuteerde Quinault als librettist van de intermezzi van het tragedieballet Psyche van Molière en Pierre Corneille. Hij werkte tot in 1686 samen met componist Jean-Baptiste Lully waarvoor hij de libretti voor diens opera's schreef. Deze opera's, de zogenaamde tragédies lyriques, samengesteld uit elementen van de Franse tragedie, het komedieballet, het ballet de cour en de Italiaanse opera kenden een groot succes. De belangrijkste waren Cadmus et Hermione(1673), Alceste (1674), Proserpine (1680) en het zeer succesvolle Armide (1686), dat als thema het conflict tussen het heidendom en het christendom had. Quinault was een van de eerste Franse librettisten wier werk ook zonder de muziek op literair gebied betekenis had.
Na de dood van Lully in 1687 stopte hij met het schrijven voor theater en ging gedichten schrijven. Het jaar nadien stierf hij op 53-jarige leeftijd.

## Werken

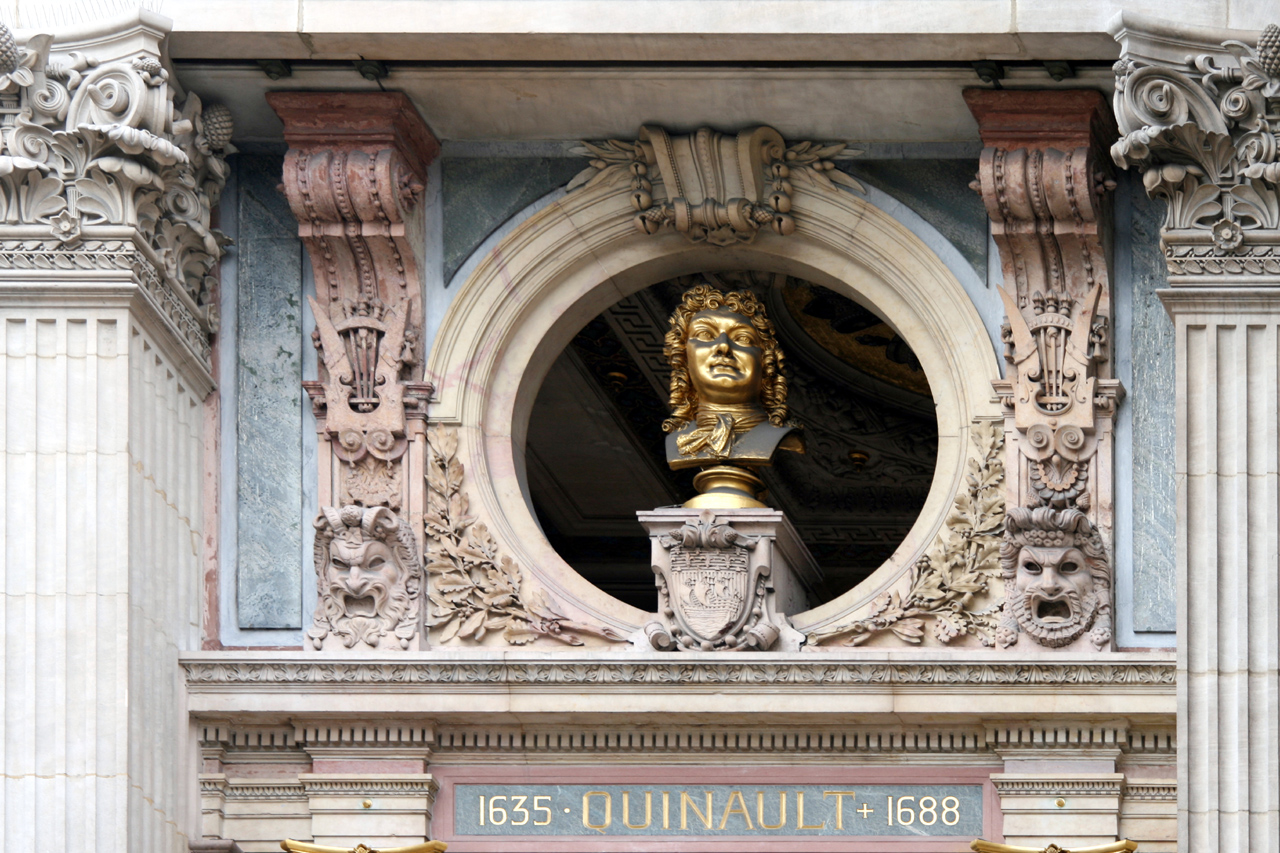
Beeld van Quinault op de gevel van de Opéra Garnier.

### Komedies
- L’amant indiscret ou le maître étourdi, 1654
- La comédie sans comédie, 1654
- La mère coquette ou les amants brouillés, 1665
- Le fantôme amoureux, 1659

### Tragikomedies
- La généreuse ingratitude, 1654
- Le mariage de Cambyse, 1656
- Stratonice, 1657
- Les coups de l’amour et de la fortune, 1657
- Amalasonte, 1658
- Le feint alcibiade, 1658
- Les rivales 1653

### Tragedies
- La mort de Cyrus, 1656
- Bellérophon, 1665
- Pausanias, 1669
- Astrate, roi de Tyr, 1664 (in 1670 in het Nederlands vertaald door Dirk Buysero als Astrate, koning van Tyrus)

### Libretti
- Ballet des ballets, 1671, samenwerking met Molière
- Les fêtes de l'amour et de bacchus, 1673, met Molière et Périgny
- Cadmus et Hermione, 1673
- Alceste ou le triomphe d'Alcide, 1674
- Thésée, 1675
- Atys, 1676
- Isis, 1677
- Proserpine, 1680
- Le triomphe de l'amour, 1681, samenwerking met Isaac de Benserade
- Persée, 1682
- Phaéton, 1683
- Amadis, 1684
- Roland, 1685
- Le temple de la paix, 1686
- Armide, 1686, libretto gebaseerd op La Gerusalemme liberata van Torquato Tasso.